# Райони Киргизстану
Райони Киргизстану — адміністративно-територіальні одиниці другого порядку в Киргизстані.
Станом на 1 січня 2024 року Киргизстан поділений 40 районів у семи областях, а також 4 райони міста Бішкека. Також є 13 міст обласного значення, які не входять до складу районів.
| Область         | Райони | МОЗ |
| --------------- | ------ | --- |
| Баткенська      | 3      | 3   |
| Джалал-Абадська | 8      | 5   |
| Іссик-Кульська  | 5      | 2   |
| Наринська       | 5      | 1   |
| Ошська          | 7      | 0   |
| Таласька        | 4      | 1   |
| Чуйська         | 8      | 1   |
| м. Бішкек       | 4      | 0   |
| м. Ош           | 0      | 0   |

## Баткенська область
| № | Район               | Центр          |
| - | ------------------- | -------------- |
| 1 | Баткенський         | місто Баткен   |
| 2 | Кадамжайський район | місто Кадамжай |
| 3 | Лейлецький          | місто Раззаков |

Міста обласного значення: Баткен, Кизил-Кія, Сулюкта

## Джалал-Абадська область
| № | Район                | Центр              |
| - | -------------------- | ------------------ |
| 1 | Аксийський           | місто Кербен       |
| 2 | Ала-Букинський       | село Ала-Бука      |
| 3 | Базар-Коргонський    | місто Базар-Коргон |
| 4 | Ноокенський          | село Масси         |
| 5 | Сузацький            | село Сузак         |
| 6 | Тогуз-Тороуський     | село Казарман      |
| 7 | Токтогульський район | місто Токтогул     |
| 8 | Чаткальський         | село Каниш-Кия     |

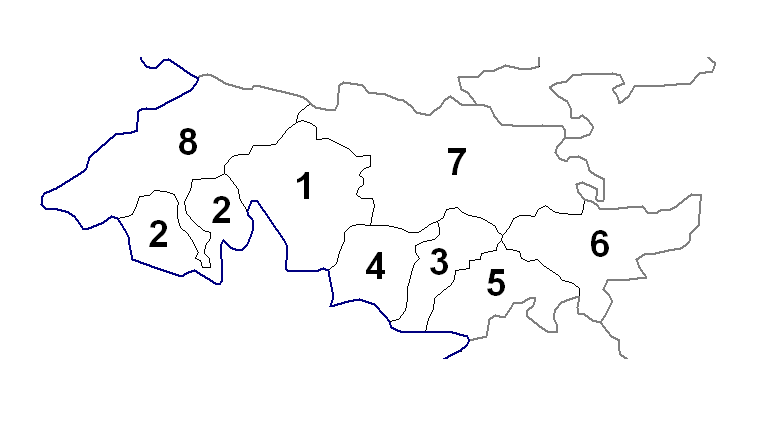
Розташування районів у Джалал-Абадській області.

Міста обласного значення: Джалал-Абад, Кара-Куль, Кок-Жангак, Майлуу-Суу, Таш-Кумир

## Іссик-Кульська область
| № | Район           | Центр              |
| - | --------------- | ------------------ |
| 1 | Ак-Суйський     | село Теплоключенка |
| 2 | Жеті-Огузький   | село Кизил-Суу     |
| 3 | Іссик-Кульський | місто Чолпон-Ата   |
| 4 | Тонський        | село Боконбаєво    |
| 5 | Тюпський        | село Тюп           |

Міста обласного значення: Баликчи, Каракол

## Наринська область
| № | Район         | Центр         |
| - | ------------- | ------------- |
| 1 | Ак-Талинський | село Баєтово  |
| 2 | Ат-Башинський | село Ат-Баши  |
| 3 | Жумгальський  | село Чаєк     |
| 4 | Кочкорський   | село Кочкорка |
| 5 | Наринський    | місто Нарин   |

Місто обласного значення: Нарин

## Ошська область
| № | Район            | Центр              |
| - | ---------------- | ------------------ |
| 1 | Алайський        | село Гульча        |
| 2 | Араванський      | село Араван        |
| 3 | Кара-Кулжинський | село Кара-Кульджа  |
| 4 | Кара-Сууський    | місто Кара-Суу     |
| 5 | Ноокатський      | місто Ноокат       |
| 6 | Узгенський       | місто Узген        |
| 7 | Чон-Алайський    | село Дароот-Коргон |

## Таласька область
| № | Район            | Центр           |
| - | ---------------- | --------------- |
| 1 | Бакай-Атинський  | село Бакай-Ата  |
| 2 | Кара-Бууринський | село Кизил-Адир |
| 3 | Манаський        | село Покровка   |
| 4 | Таласький        | село Манас      |

Місто обласного значення: Талас

## Чуйська область
| № | Район          | Центр            |
| - | -------------- | ---------------- |
| 1 | Аламудунський  | село Лебединовка |
| 2 | Жайилський     | місто Кара-Балта |
| 3 | Исик-Атинський | місто Кант       |
| 4 | Кемінський     | місто Кемін      |
| 5 | Московський    | село Біловодське |
| 6 | Панфіловський  | місто Каїнди     |
| 7 | Сокулуцький    | село Сокулук     |
| 8 | Чуйський       | місто Токмок     |

Місто обласного значення: Токмок

## місто Бішкек
- Ленінський
- Октябрський
- Первомайський
- Свердловський

## місто Ош
Місто не має районного поділу.